# Horka (Görlitz)
Horka (hornolužickosrbsky Hórka) je obec v Horní Lužici v německé spolkové zemi Sasko. Nachází se v zemském okrese Zhořelec a má přibližně 1 600 obyvatel.

## Poloha
Hórka patří do zemského okresu Zhořelec, leží v jeho východní části, blízko hranice s Polskem. Město Zhořelec, centrum okresu, je od Hórky vzdáleno osmnáct kilometrů na jihovýchod, další větší město je Niska ve vzdálenosti čtyři kilometry směrem na západ.

## Historie
První zmínka o Hórce je z roku 1305. Od roku 1377 do roku 1396 byla součástí Lužického vévodství, od roku 1635 do roku 1815 součástí kurfiřtství saského. Po Vídeňském kongresu připadla Prusku a byla součástí pruského Slezska. Po druhé světové válce byla začleněna do Saska. Mezi lety 1936 a 1947 byla v rámci poněmčování označována jménem Wehrkirch.

## Zajímavosti v obci
- Evangelický kostel s obrannými prvky z počátku 13. století postavený ve stylu románsko-gotickém
- Domy s hrázděným zdivem

## Doprava
Jižně od Hórky vede německá dálnice A4 vedoucí směrem na západ až do Cách, směrem na východ přes nedalekou hranici do Polska a dále až do Krakova. Její nejbližší nájezd je u pět kilometrů vzdáleného Kodersdorfu. V Hórce se kříží železniční trať z polského Węgliniece do Hojeřic s tratí z Berlína do Zhořelce, je zde tedy dobré železniční spojení na všechny světové strany.